# Senior Prix
Senior Prix je ocenění, které od roku 1993  uděluje Nadace Život umělce jako poděkování za celoživotní uměleckou činnost hercům, tanečníkům, operním, populárním a sborovým zpěvákům a orchestrálním i sólovým umělcům. Od roku 2023 je pojmenována Master Prix.

## Držitelé ocenění, výběr
- Herečky: Jana Hlaváčová, Libuše Švormová, Zdena Hadrbolcová, Helga Čočková, Marie Drahokoupilová, Zita Kabátová, Stella Zázvorková, Ljuba Hermanová, Marie Glázrová, Zdenka Procházková, Vlasta Fialová, Věra Kubánková, Jaroslava Tvrzníková
- Herci:  Alois Švehlík, Jaroslav Satoranský, Josef Abrhám, František Němec, Jiří Krampol, Ladislav Frej, Lubomír Lipský, Vlastimil Brodský, František Peterka, Radovan Lukavský, Svatopluk Beneš, Martin Růžek, Josef Bek, Josef Větrovec, Rudolf Hrušínský, Jaroslav Štercl, Jiří Sovák, Josef Kemr, Bořivoj Navrátil, Stanislav Zindulka, Stanislav Fišer, Ivo Niederle
- Režiséři, scenáristé a dramaturgové:  Jan Schmid, Gustav Oplustil, Eduard Hrubeš
- Dirigenti: Václav Hybš, Gustav Brom, František Belfín
- Zpěvačky: Hana Zagorová, Marie Rottrová, Vlasta Průchová, Eva Pilarová
- Zpěváci: Richard Tesařík, Petr Rezek, Jiří Helekal, Standa Procházka, Richard Adam, Karel Štědrý, Karel Zich, Waldemar Matuška
- Hudebníci: Petr Ulrych, Karel Vágner, Karel Moudrý, Josef Suk
- Operní pěvkyně: Libuše Márová, Maria Tauberová, Libuše Domanínská, Dagmar Rosíková
- Operní pěvci: Eduard Haken, Ivo Žídek

a další.
V období let 1993–2016 bylo uděleno okolo 1100 těchto ocenění. 
Nadace pořádá od roku 1993 pravidelné předvánoční setkání držitelů ocenění SENIOR PRIX. 